# Насрулла-мирза
Муртаза Мирза Афшар, Муртаза Кули Хан, также известен как Насрулла-мирза (1724 — июль 1747) — персидский принц (шахзаде), второй сын Надир-шаха, первого шаха Персии из династии Афшаридов (1736—1747).

## Биография
Родился до 9 сентября 1725 года в Абиварде (Хорасан). Второй сын Надир-шаха (1688—1747), будущего шаха Ирана (1736—1747). Его матерью была Гаухар Шад Хатун, дочь Баба Али-бека Куша Афшара Ахмадлу, наместника Абиварда. Насрулла-мирза был сводным братом Реза Кули-мирзы по отцу и по матери (матери обоих были сестрами и дочерьми Баба Али-бека).
Занимал должности губернатора Мешхеда и заместителя наместника Хорасана (1741), наиб ас-Салтанэ Персии с 26 июня 1740 года.
Талантливый военачальник, он доказал свою самостоятельность во время битвы против Империи Великих Моголов при Карнале (февраль 1739). В честь своей роли в битве при Карнале Муртаза Мирза Афшар получил от отца новое имя — Насрулла-мирза (перс. نصرالله میرزا افشار‎). Во время битвы при Карнале, принц командовал центром персидской армии, которая разгромила могольские войска Саадат-хана и захватила его в плен.
Насрулла-мирза самостоятельно командовал во время турецко-персидской войны (1743—1746). По приказу Надир-шаха Насрулла-мирза во главе первой персидской армии выдвинулся навстречу османской армии, наступавшей на провинцию Мосул. А сам Надир-шах двинулся маршем против другой османской армии, наступавшей на Карс в Армении. В августе 1745 года Насрулла-мирза разгромил османов в битве при Мосуле, а Надир-шах одержал победу над турками при Карсе.
В июле 1747 года шахзаде Насрулла-мирза со своими сыновьями был убит по приказу своего двоюродного брата и нового иранского шаха Али Адил-шаха.

## Семья
5 апреля 1739 года в Дели Насрулла-мирза женился на могольской принцессе, шахзади Иффат ун-ниссе Бегум Сахибе (Джахан Нас Бегум), дочери шахзаде Султана Мухаммада Яздана Бахша Бахадура и Азиз ун-ниссе Бегум Сахибе, дочери шахзаде Султана Давара Бахша Бахадура. Вторым браком в 1748 году Иффат ун-нисса вышла замуж за Султана Ахмад-шаха Бахадура Дуррани, шаха Афганистана. У Насруллы и Иффат ун-ниссы было 9 сыновей:
- Шахзаде Юлдис Хан (1739 — 21 сентября 1748)
- Шахзаде Мустафа Султан Хан (1742 — 21 сентября 1748)
- Шахзаде Тимур Хан (1743 — 21 сентября 1748)
- Шахзаде Сухраб Султан Хан (1743 — 21 сентября 1748)
- Шахзаде Муртаза Кули Хан (1745 — 21 сентября 1748)
- Шахзаде Огузлу Хан (1745 — 21 сентября 1748)
- Шахзаде Огатай Хан (? — 21 сентября 1748)
- Шахзаде Асадуллах Хан (1747 — 21 сентября 1748)
- Шахзаде Насллах Хан (? — 21 сентября 1748).